# Eno (Volk)

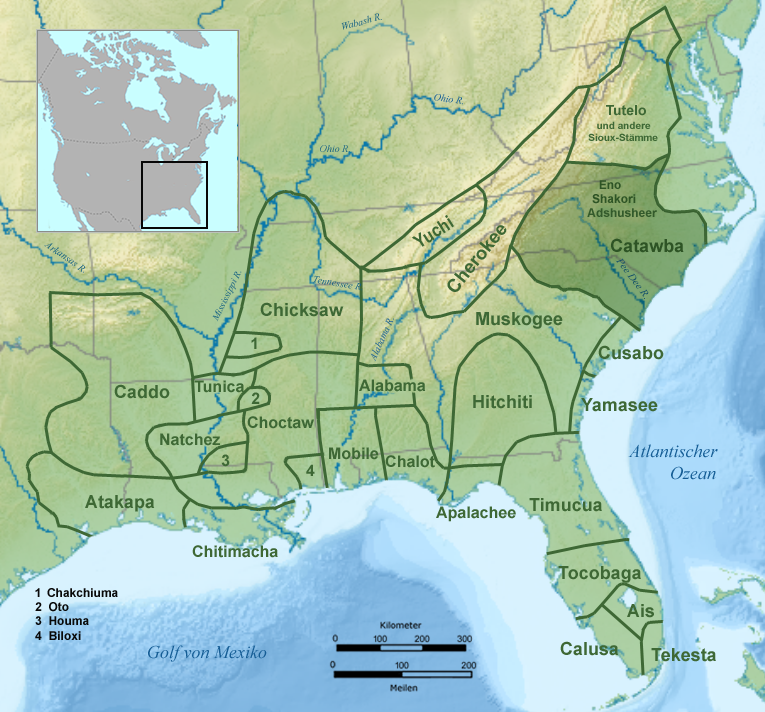
Stammesgebiet der Eno und weiterer östlicher Siouxstämme im 17. Jahrhundert.

Die Eno, auch Oenock oder Haynoke, waren ein nordamerikanischer Indianerstamm aus der Sioux-Sprachfamilie. Sie waren sprachlich und kulturell mit den Stämmen der Shakori, Adshusheer und anderen östlichen Völkern der Sioux verwandt, deren traditioneller Lebensraum in der Piedmont Region der Appalachen in den heutigen Bundesstaaten Virginia und North Carolina lag. Wissenschaftler vermuten, dass die Sioux einst eine einheitliche große Gruppe im Tal des Ohio Rivers bildeten, die sich später trennte und danach entweder nach Osten oder Westen zog. Die letzten Überlebenden der Eno wurden entweder von den Catawba um 1716 oder von den Saponi um 1730 aufgenommen und integriert. Der Stamm gilt daher seit dieser Zeit als ausgestorben.

## Geschichte
Die Eno lebten im 18. Jahrhundert überwiegend am Oberlauf von Eno River und Shocco Creek in den heutigen Countys Orange und Durham in North Carolina. Alle Informationen über das Leben der Eno stammen aus Dokumenten vom siebzehnten und frühen achtzehnten Jahrhundert. Gouverneur George Yardley von Virginia erwähnte als erster die Eno, die er Haynoke nannte, und berichtete über ihren Widerstand gegen die spanischen Eroberer. Der deutsche Entdecker John Lederer gab im Jahr 1670 eine ausführliche Beschreibung der Oenock-Indianer, wie er die Eno nannte. Er schilderte, dass sie für ihre Nachbarn als Träger arbeiten, um Geld zu verdienen. Ihre runden Häuser aus geflochtenen Zweigen und Schilf waren nicht mit Baumrinde bedeckt, wie bei den Virginia- und North-Carolina-Algonkin, sondern wurden mit Lehm und Schlamm abgedichtet. Sie waren um einen runden Platz in der Dorfmitte angeordnet. Das Dorf umgaben ausgedehnte Felder,  auf denen sie Mais anbauten und dreimal im Jahr ernteten. Wenn ihre Getreidespeicher voll waren, wurde der Mais außerhalb gelagert. Lederer beschrieb die Eno als kleinwüchsig und war von ihrem Fleiß sehr beeindruckt.
John Lawson war oberster Landvermesser der Kolonie North Carolina und besuchte im Auftrag der Regierung im Jahr 1701 die Eno und verwandte Stämme. Er berichtete von einem Treffen mit Eno-Will, dem Häuptling der Eno und verbündeter Stämme. Er wurde zunächst im Dorf Occaneechi bewirtet, das am Eno River nahe dem heutigen Hillsborough lag. Anschließend besuchte er das 22 km weiter östlich liegende Dorf Adshusheer, das gemeinsam von Angehörigen der Eno, Shoccoree und Adshusheer bewohnt wurde. Lawsons Bericht stellt die einzige ausführliche Beschreibung der Kultur dieser Stämme dar.
Die Konzentration mehrerer vorher separater Stämme in Adshusheer lässt vermuten, dass ihre Anzahl durch Kriege und europäische Krankheiten, gegen die sie keine Abwehrkräfte hatten, dramatisch geschrumpft war. Gouverneur Alexander Spotswood von Virginia wollte die rund 750 Überlebenden 1716 dauerhaft in Eno Town ansiedeln, um sie vor feindlichen Stämmen zu schützen, doch die Gouverneure von North und South Carolina waren dagegen und vereitelten den Plan. Danach hat man nichts mehr von den Eno gehört. Vermutlich sind sie um 1716 zu den Catawba in South Carolina gezogen und wurden von diesen in ihren Stamm integriert. Ein Teil der Eno könnte auch etwas später von den Saponi aufgenommen worden sein.
Der Eno River im Orange County und Durham County, sowie der Ort Enno im Südwesten vom Wake County, alle in North Carolina, wurden nach ihnen benannt. Umstritten ist die Verbindung zu Enoree River und dem kleinen Ort Enoree, beides in South Carolina.